# Columbia Museum of Art
Le Columbia Museum of Art est un musée des Beaux-Arts situé à Columbia en Caroline du Sud.

## Collections
- Giovanni del Ponte -Virgin and Child Enthroned
- Alessandro Magnasco -Pulcinella Singing with His Many Children
- Bernardo Strozzi -St. Catherine of Alexandria
- Sebastiano Ricci -Christ Surrounded by Angels
- Jean-Marc Nattier -Percy Wyndham O'Brien
- Francesco Guardi -View of Grand Canal with the Dogana
- Henri-François Riesener -Portrait of the Misses de Balleroy in a Landscape with a Dog
- José de Ribera -Immaculate Conception
- Guido Cagnacci -David Holding the Head of Goliath
- François Boucher -Joseph Presenting His Father and Brothers to the Pharaoh
- Julien Dupré -Home from the Pasture
- Hendrick van Vliet -Wife
- Claude Monet -L'Île aux Orties Giverny
- Jean-Jacques Henner -Girl with Auburn Hair
- Armand Guillaumin -Ferry Boat
- Joshua Reynolds -Mrs. Elizabeth Palmer as Bacchante
- Henri Louis Levasseur (nl) -Charity
- Harriet Hosmer -Copy of Roman portrait bust of Plotina, wife of Emperor Trajan (sculpture)
- diverses œuvres de la dynastie Tang
- Dante Marioni (en) -Red in Yellow Mosaic (verre)
- Ralph Albert Blakelock -Moonlight
- Henry Inman -Hugh Swinton Ball
- Xanthus Russell Smith (en) -Coast of South Carolina
- Frederick Remington -The Bronco Buster (sculpture)
- Albert Fitch Bellows -The Riverbank
- Robert Indiana -The American Dream